# 15118 Elizabethsears
15118 Elizabethsears eller 2000 DP82 är en asteroid i huvudbältet som upptäcktes den 28 februari 2000 av LINEAR i Socorro County, New Mexico. Den är uppkallad efter Elizabeth R. Sears.